# Federação de Futebol Americano de São Paulo
A Federação de Futebol Americano de São Paulo (FEFASP).

## Historia
A Federação de Futebol Americano de São Paulo é a idealização de times que buscavam uma maneira diferente de se relacionar e da livre pratica do esporte.
Assim, em 05 de março de 2012 surgia a FeFASP e já abraçava o desafio de em 13 dias iniciar seu primeiro campeonato.
O empenho e a agilidade de todos os times fez possível a I Super Copa São Paulo – Série A, disputada entre 11 times.
Com o passar dos jogos a Copa foi ganhando corpo, atraindo cada vez mais publico aos jogos.
A semifinal realizada em Caucaia do Alto – Distrito de Cotia-SP reuniu um público de 7mil pessoas e incluiu shows durante o intervalo das duas partidas.
A Final realizada no mesmo local contou com quase 5mil pessoas, terminando com a vitoria do Corinthians Stemrollers sobre o Botafogo Challengers (Ribeirão Preto).
Os meses seguintes foram de trabalho duro e muitas reuniões entre os representantes das equipes.
Equipes novas passaram a integrar o quadro de associados passando o numero para 17.
A FeFASP continua sua missão da livre pratica e do incentivo ao esporte.
A Federação funciona da seguinte maneira:
- No Conselho de Managers e Presidentes, um representante de cada time tem direito a um voto nas questões a serem decididas seguindo a pauta de reunião.
- A função do presidente, eleito entre os presidentes de time, a de representar a FEFASP perante o Futebol Americano Nacional e demais assuntos. Porém, dentro do Conselho de times, o presidente é o encarregado de apresentar a pauta das reuniões, dar ordem nas votações, trazer ao Conselho os assuntos pertinentes e tendo somente o poder do voto de Minerva em caso de empate, sendo que a decisão maior fica nas mãos dos times, pois sobre qualquer assunto, a mesma é tomada pela maioria simples dos representantes que formam a Federação.

## Integrantes
- ABC Corsários - 001
- Corinthians Steamrollers - 002
- Botafogo Challengers - 003
- Cougars Football - 004
- Osasco Soldiers - 005
- Avaré Mustangs - 006
- Limeira Tomahawk - 007
- Sorocaba Nemesis - 008
- Vinhedo Lumberjacks - 009
- Leme Lizards - 010
- Paulínia Mavericks - 011
- Jundiaí Ocelots - 012
- Saints Futebol Americano - 013
- Pouso Alegre Gladiadores - 014
- Suzano Arcanjos - 015
- Vikings Futebol Americano - 016
- Rio Branco Cabritos - 017
- Huskies Futebol Americano - 019
- Diadema Diamond - 020
- Apurasaints - 021
- Santos Tsunami - 022
- Cronos Football - 023
- Underdogs Football - 024
- Defenders Futebol Americano - 025
- Araçatuba Touros - 026
- Presidente Prudente Coronéis - 027
- Rio Preto Weilers - 028
- São Paulo Storm - 029
- Votuporanga Mohawks - 030
- Campo Grande Gravediggers - 031
- Uberlândia Lobos - 032
- Sorocaba Vipers Futebol Americano - 033
- Comercial Alligators - 034
- São Roque Fighters - 035
- Jacareí Brewers - 036
- Suzano Railroaders - 037
- Brasil Devilz - 038
- SBC Grasshoppers Flag Football - 039
- Spartans Football - 040
- Bats Futebol Americano - (041)
- Karakas Strong Bears - (043)
- Piracicaba Cane Cutters - (044)
- Ponte Preta Gorilas (045)
- Taubaté Big Donkeys (046)
- Mackenzie (047)
- Campo Grande Cobras (048)
- Rainbow Flag (049)
- FEI (050)
- São Judas Imperators (051)
- Moóca Destroyers (052)
- Londrina Bristlebacks (053)
- Blue Birds São Caetano (054)
- Caniballs Football Club (055)
- Itapecerica Greens (056)
- Lusa Lions (057)
- Tatuapé Black Panthers (058)
- Werewolves Football (059)
- Monsters Futebol Americano (060)
- Guarani Indians (062)
- Barões de Ribeirão Preto (063)
- Monte Alto Rippers (064)
- Caraguá Ghostship (065)
- São José Jets (066)
- Barueri Guardians (067)
- Crimson Fox (068)
- Interlagos Sharks (069)
- Itaquera Phantoms (070)
- Abutres Football (071)
- Brokenstones Football (072)
- Itaquera Bears (073)
- Jundiaí Cerberus (074)
- Marginals Football (075)
- Royals football (076)
- São Paulo Fênix (077)
- Jacarehy Cowboys (078)
- São Carlos Bulldogs (079)

## Times Conveniados
- Pouso Alegre Gladiadores (Pouso Alegre- MG)
- Rio Branco Cabritos (Serra- ES)

## Eventos
- Super Copa São Paulo de Futebol Americano 2012
- II Super Copa São Paulo de Futebol Americano 2013
- Taça 9 de Julho de Futebol Americano 2013
- III Super Copa São Paulo de Futebol Americano 2014
- II Taça 9 de Julho de Futebol Americano 2014
- Campeonato Paulista de Flag 2014
- IV Super Copa São Paulo de Futebol Americano 2015
- III Taça 9 de Julho de Futebol Americano 2015
- II Campeonato Paulista de Flag 2015
- V Super Copa São Paulo de Futebol Americano 2016
- IV Taça 9 de Julho de Futebol Americano 2016
- III Campeonato Paulista de Flag 2016
- VI Super Copa São Paulo de Futebol Americano 2017
- V Taça 9 de Julho de Futebol Americano 2017
- IV Campeonato Paulista de Flag 2017
- VII Super Copa São Paulo de Futebol Americano 2018
- V Campeonato Paulista de Flag 2018
- VI Campeonato Paulista de Flag 2019

## Finalistas

### Super Copas São Paulo de Futebol Americano
2012
- Campeão - Corinthians Steamrollers
- Vice-campeão - Ribeirão Preto Challengers

2013
- Campeão - Corinthians Steamrollers
- Vice-campeão - Ribeirão Preto Challengers

2014
- Campeão - Corinthians Steamrollers
- Vice-campeão - Ribeirão Preto Challengers

2015
- Campeão - São Paulo Storm
- Vice-campeão - Campo Grande Gravediggers

2016
- Campeão - Sorocaba Vipers
- Vice-campeão - Leme Lizards

2017
- Campeão - Rio Preto Weillers
- Vice-campeão - Leme Lizards

2018
- Campeão - Ribeirão Preto Challengers
- Vice-campeão - Sorocaba Vipers

Vice - Vipers

### Taça 9 de Julho
2013
- Campeão - Vinhedo Lumberjacks
- Vice-campeão - Sorocaba Nemesis

2014
- Campeão - Jundiaí Ocelots
- Vice-campeão - Leme Lizards

2015
- Campeão - Leme Lizards
- Vice-campeão - Underdogs Football

2016
- Campeão - Jundiaí Ocelots
- Vice-campeão - Underdogs Football

2017
- Campeão - Leme Lizards
- Vice-campeão - Limeira Tomahawk

2018
- Campeão - Limeira Tomahawk
- Vice-campeão - Leme Lizards

### Campeonato Paulista de Flag
2014 
- Campeão - Huskies Futebol Americano
- Vice-campeão - Diadema Diamond

2015
- Campeão - São Roque Fighters
- Vice-campeão - Corinthians Steamrollers

2016
- Campeão - Corinthians Steamrollers
- Vice-campeão - Taubaté Big Donkeys

2017
- Campeão - Lusa Lions
- Vice-campeão - Corinthians Steamrollers

2018
- Campeão - Portuguesa Futebol Americano
- Vice-campeão - Crimson Fox Futebol Americano

2019
- Campeão - Portuguesa Futebol Americano
- Vice-campeão - Soldiers Futebol Americano

### Campeonato Paulista de Flag 5x5 Feminino
2014
- Campeão - Cronos Football
- Vice-campeão - Paulínia Mavericks

2015
- Campeão - São Paulo Storm
- Vice-campeão - Spartans Football

2016
- Campeão - São Paulo Storm
- Vice-campeão - Campo Grande Cobras